# Onciale 047
- Papyrus
- Onciale
- Minuscules
- Lectionnaire

Le Codex 047 (Gregory-Aland), ε 95 (Soden), est un manuscrit du Nouveau Testament sur parchemin en écriture grecque onciale. L'Institut für neutestamentliche Textforschung le fait remonter, sur la base de recherches paléographiques, au VIIIe siècle.

## Description
Le codex se compose de 152 folios. Il est écrit en cruciforme, dont 37 lignes par colonne. Les dimensions du manuscrit sont 20,5 x 15,2 cm,. 
Les est un manuscrit contenant du texte du Évangiles avec quelques lacunes. corriger ce paragraphe svp
Il comporte un Canons de concordances, τιτλοι (titres), et κεφαλαια (chapitres). 
Lacunes
Matthieu 2,15-3,12; 28,10-20; Marc 5,40-6,18; 8,35-9,19; Jean 2,17-42; 14,7-15,1; 18,34-21,25. 
Les paléographes datent unanimement ce manuscrit du VIIIe siècle. 
Le texte du codex représenté type byzantin. 
Kurt Aland le classe en Catégorie V. 
Il contient la péricope adultère (Jean 7,53-8,11) mais marqué comme douteux.
Il est conservé à l'Université de Princeton (Library Μed. and Ren. Mss, Garrett 1) du Princeton,.